# Hamophthirius galeopitheci
Hamophthirius galeopitheci är en insektsart som beskrevs av Eric Georg Mjöberg 1925. Hamophthirius galeopitheci är ensam art i släktet Hamophthirius och familjen Hamophthiriidae. Inga underarter finns listade i Catalogue of Life.